# Tanatarci
Tanatarci (makedonsky: Танатарци) je vesnice v Severní Makedonii. Nachází se v opštině Štip ve Východním regionu.

## Geografie
Vesnice se nachází jižně od údolí řeky Kriva Lakavica, 24 km od města Štip. Leží v nadmořské výšce 450 metrů.

## Historie
Na konci 19. století byla vesnice součástí Osmanské říše. Podle bulharského spisovatele a etnografa Vasila Kančova zde v roce 1900 žilo 120 obyvatel makedonské národnosti.
Během 20. století byla vesnice součástí Jugoslávie, konkrétně Socialistické republiky Makedonie.

## Demografie
Podle sčítání lidu z roku 2002 žije ve vesnici 8 obyvatel, všichni jsou Makedonci.
| Rok          | 1900 | 1905 | 1948 | 1953 | 1961 | 1971 | 1981 | 1991 | 1994 | 2002 |
| ------------ | ---- | ---- | ---- | ---- | ---- | ---- | ---- | ---- | ---- | ---- |
| Obyvatelstvo | 120  | 160  | 138  | 136  | 115  | 73   | 26   | 12   | 14   | 8    |